# بانو یه
بانو یه با نام کامل یه ‌سویا (کره‌ای: 예씨 부인; هانجا: 禮氏 夫人)دختر رئیس قبیلهٔ هان‌مک، اولین همسر و دومین ملکه امپراتور جومونگ از گوگوریو و مادر جانشین او امپراتور یوری بود.

## زندگی
یه‌ سویا در بویو با جومونگ ازدواج کرد و پیش از فرار او از آنجا به دلیل تهدیدهای تسو، از وی باردار شد. نام فرزند آنها یوری بود که یه‌سویا او را بدون وجود شوهرش بزرگ کرد.
یوری بعدها از مادرش درباره پدرش پرسید و چنین پاسخ گرفت که پدرش مورد استقبال بویو قرار نگرفته بود و تصمیم گرفته بود که به هدف والا برسد و مسیر پدرش هموسو را ادامه دهد، و به همین خاطر از آنجا گریخت و به جنوب رفت و پادشاهی تازه‌ای تاسیس کرد به نام گوگوریو. او همچنین گفت که پدرش عمداً شیئی را زیر درخت کاج هفت‌زاویه، به عنوان گواهی پسرش پنهان کرده است. پس از اینکه یوری شمشیر شکسته را یافت، به همراه مادرش از بویو به گوگوریو رفت و به پدرش ملحق شد. اما بانو سویا یکسال بعد به علت بیماری سل از دنیا رفت.

## در فرهنگ عامه
سونگ جی-هیو در سریال تلویزیونی جومونگ در نقش یه‌سویا به تصویر کشیده شده بود.